# Francisco Desprats
Francisco Desprats (Orihuela, 1454 – Roma, 10 settembre 1504) è stato un cardinale e vescovo cattolico spagnolo.

## Biografia
Nacque nel 1454 a Orihuela in Spagna. Il suo cognome viene elencato anche come De Sprats, des Prades o Desprades.
Ottenne la laurea in utroque iure.
Venne consacrato vescovo di Catania nel 1498.
Papa Alessandro VI lo creò cardinale nel concistoro del 31 maggio 1503.
Partecipò ai due conclavi del 1503 che elessero prima Pio III e poi Giulio II.
Morì il 10 settembre 1504 a Roma e venne sepolto nella chiesa di San Salvatore in Lauro nel mausoleo fatto costruire dai suoi esecutori testamentari: i cardinali Juan de Vera e Francisco Lloris y de Borja.